# Hectorite
L’hectorite est un minéral argileux, riche en lithium, de structure de type TOT ou 2:1. C'est une smectite trioctaédrique de formule structurale : Nax(Mg3-x,Lix)Si4O10(OH)2 avec x souvent égal à 0,3. 
D'aspect grisâtre à blanc, elle est formée par l’altération hydrothermale des cendres volcaniques des tufs riches en silice. Son nom provient de la localité d'Hector (comté de San Bernardino en Californie) où elle a été décrite pour la première fois en 1941.
L'hectorite est principalement utilisée en cosmétique. On lui trouve aussi des applications en chimie et dans l'industrie. Enfin, elle est également une source de lithium métal.